# 旗文路
旗文路（Qiwen Rd.）是高雄市郊區重要的東西向幹道，屬於台3線內山公路，西起於內門區的二層橋東端，前端跨越二仁溪接中正路往內門市區。跨越內門區、旗山區。過了旗山監理站進出路口之後，旗文路從雙向四線道縮減成單線道，而台3線里程由延平一路接續。末端止於旗山區旗甲路一段、文中路口。是高雄旗山地區往來台南市、屏東縣的長途重要路段之一。

## 行經行政區域
（由西至東）
- 內門區
- 旗山區

## 沿線設施
（由西至東）
- 內門區
  - 二層橋
  - 高121-1線
  - 實踐大學高雄校區（大學路200號）
  - 內門順賢宮（菜園頂8號-8）

- 旗山區
  - 旗山天山寺
  - 交通部公路局高雄市區監理所旗山監理站（旗文路123之1號）

## 公車資訊
- 高雄客運
  - 8035 旗山－內門－南化
  - 8050 台南火車站－旗山轉運站－佛光山